# Carretera de Circunvalación de Moscú
La Carretera de Circunvalación de Moscú (en ruso: Московская кольцевая автомобильная дорога, romanizado: Moskovskaya koltsevaya avtomobilnaya doroga), o MKAD (en ruso: МКАД), es una carretera de circunvalación que discurre predominantemente en la frontera de la ciudad de Moscú con una longitud de 108,9 km y 35 salidas (incluyendo diez intersecciones). Se terminó de construir en 1962. El límite de velocidad es de 100 km/h.

## Historia
El crecimiento del tráfico en Moscú y sus alrededores en la década de 1950 hizo que los planificadores de la ciudad se dieran cuenta de que la metrópolis más grande de Rusia necesitaba una circunvalación para redirigir el tráfico entrante de las principales carreteras que atraviesan la ciudad. Inaugurado en 1961, el MKAD contaba con cuatro carriles de asfalto que recorrían 108,9 kilómetros a lo largo de los límites de la ciudad. Aunque todavía no era una autopista, contaba con intercambios en los cruces principales, muy pocos semáforos y un límite de velocidad de 100 km/h (62 mph).
Durante mucho tiempo, el MKAD sirvió como límite administrativo de la ciudad de Moscú, hasta que en la década de 1980 Moscú comenzó a anexionarse territorio fuera de la circunvalación. En diciembre de 2002, Bulvar Dmitriya Donskogo se convirtió en la primera estación del metro de Moscú que se abrió más allá de los límites de MKAD.
En 1995-1999, la carretera se amplió de los cuatro a diez carriles iniciales, mientras que todas las intersecciones se separaron a nivel, se construyeron puentes para acomodar a los peatones, se eliminaron los semáforos y se instaló una barrera de concreto sólido en la mediana. En 2001, se prohibió a todos los vehículos lentos entrar en el MKAD, y la carretera renovada recibió una designación de autopista de la oficina del alcalde.

## Rutas
| Distancia (aprox.) |  | Destinos                                                                                               |
| ------------------ |  | --- |
| 0 km               |  | M7 - Nizhni Nóvgorod                                                                                   |
| 2 km               |  | Calle Pobeda - Reutov, Ivanovskoe                                                                      |
| 4 km               |  | Calle Ketcherskaya, Nosovikhinskoye ulitsa - Balashija, Elektrougli                                    |
| 6 km               |  | Distrito de Novokosino                                                                                 |
| 7 km               |  | Calle Moldagulovoy, Avenida Novoukhtomskoe                                                             |
| 8 km               |  | Autopista del Noreste, Autopista Kosinskoe                                                             |
| 8 km               |  | Prospecto de Riazán, Prospecto de Lermontovsky - Liúbertsi                                             |
| 11 km              |  | M5 (Prospecto de Volgogradski, Avenida Novoryazanskoye) - Riazán, Aeropuerto de Bykovo                 |
| 14 km              |  | Calle Verkhniye Polya - Kotelniki                                                                      |
| 16 km              |  | Calle Energetikov, Calle Kapotnya - Dzerzhinsk, Distrito de Kapotnya                                   |
| 20 km              |  | Avenida Besedinskoe - Besedy                                                                           |
| 24 km              |  | Autopista Kashirskoye                                                                                  |
| 27 km              |  | M4 (Calle Lipetskaya) - Aeropuerto Internacional de Moscú-Domodédovo, Vídnoye, Kashira, Rostov del Don |
| 30 km              |  | Bulatnikovo                                                                                            |
| 33 km              |  | M2 (Avenida Varshavskoe) - Aeropuerto Internacional de Ostafyevo, Podolsk                              |
| 35 km              |  | Calle Polyany -Butovo                                                                                  |
| 38 km              |  | Calle Paustovskogo - Distrito de Yasenevo                                                              |
| 41 km              |  | A130, Calle Profsoyuznaya                                                                              |
| 45 km              |  | M3 (Autopista Kiyevskoye), Avenida de Lenin - Aeropuerto de Vnúkovo, Briansk, Kiev                     |
| 48 km              |  | Avenida Borovskoye, Calle Ozyornaya                                                                    |
| 55 km              |  | M1 (Avenida Minskoye), Avenida Mozhayskoye - Smolensk, Brest, Bielorrusia                              |
| 56 km              |  | Calle Görbunova - Nemchinovka                                                                          |
| 60 km              |  | 106 (Avenida Rublevo-Uspenskoye) - Uspénskoye                                                          |
| 61 km              |  | Avenida Rublevo-Uspenskoye - Rublevo                                                                   |
| 63 km              |  | M9 (Avenida Novorizhskoye), Prospecto de Marshala Zhukova - Riga, Velíkiye Luki                        |
| 65 km              |  | Prospecto de Myankininsky - Myakinino                                                                  |
| 68 km              |  | A109 (Avenida Volokolamskoye) - Dedovsk, Petrovo-Dalneye                                               |
| 72 km              |  | Avenida Novokurkinskoye - Distrito de Kurkino                                                          |
| 74 km              |  | Calle Svobody, Calle Molodezhnaya - Kurkino                                                            |
| 75 km              |  | M10 - Aeropuerto Internacional de Moscú-Sheremétievo, Jimki, San Petersburgo                           |
| 78 km              |  | M11 |
| 82 km              |  | A104 (Avenida Dmitrovskoye) - Dubná, Dmítrov                                                           |
| 85 km              |  | Avenida Altufyevskoye - Veshki                                                                         |
| 91 km              |  | Calle Ostashskovskaya                                                                                  |
| 95 km              |  | M8 (Avenida Yaroslavskoye) - Yaroslavl                                                                 |
| 103 km             |  | Calle Khabarovskaya - Abrámtsevo                                                                       |
| 105 km             |  | A103 (Avenida Shchelkovskoye) - Shchólkovo                                                             |

## Galería
|                                                     |
| Cruce de las autopistas MKAD y Kashirskoye en Moscú |

|                                                    |
| Enlace MKAD con la autopista Moscú-San Petersburgo |

|                                |
| Cruce de MKAD y Leningradskoye |

|                                            |
| Intercambio de MKAD y la Avenida Borovskoe |

|                                          |
| Intercambio de MKAD y Avenida Mozhayskoe |

|                                      |
| Intercambio MKAD con la Autopista M9 |

|                                             |
| Intercambio de MKAD y Avenida Volokolamskoe |

|                                      |
| Cruce de MKAD y Avenida Yaroslavskoe |

|                                                      |
| Intercambio de MKAD y el Protectorado de Myakininsky |

|                                            |
| Cruce MKAD con la calle Molodogvardeyskaya |

|                                         |
| Cruce MKAD con la autopista Dmitrovskoe |

|                                         |
| Cruce MKAD con la calle Verkhniye polya |

|                                      |
| Intercambio MKAD con la Autopista M2 |

|                                     |
| MKAD cerca del distrito de Strogino |

|                                                               |
| Cruce MKAD con calle Profsoyuznaya/A-101 (Avenida Kaluzhskoe) |

|                                    |
| Cruce de la autopista Yaroslavskoe |

|                                                    |
| Cruce de MKAD y Prospecto de Volgogradsky en Moscú |